# Medinilla antonii
Medinilla antonii är en tvåhjärtbladig växtart som beskrevs av Adolph Daniel Edward Elmer. Medinilla antonii ingår i släktet Medinilla och familjen Melastomataceae. Inga underarter finns listade i Catalogue of Life.